# Congreso Internacional de Matemáticos de 2018

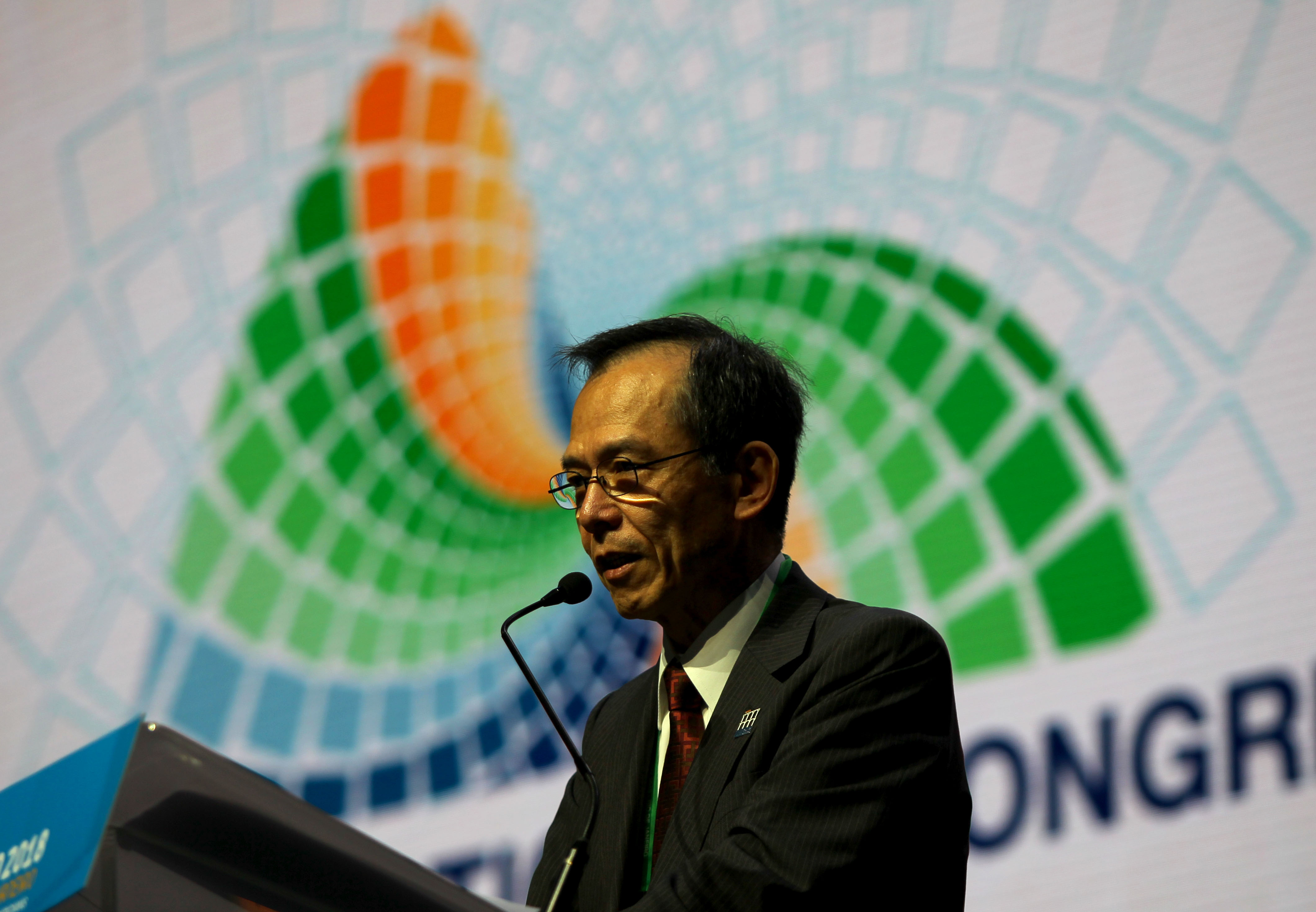
Shigefumi Mori en la ceremonia de apertura del Congreso

El Congreso Internacional de Matemáticos de 2018 fue el vigésimo octavo Congreso Internacional de Matemáticos celebrado en Río de Janeiro del 1 de agosto al 9 de agosto de 2018.

## Lugar del Congreso
El Congreso Internacional de Matemáticos de 2018 se celebró en Brasil, luego de una decisión en la Asamblea General de la Unión Matemática Internacional votará a su favor en 2014, y el Congreso tuvo lugar en Riocentro, en Río de Janeiro.
El salón principal donde se celebró el Congreso se incendió unos días antes de la ceremonia de apertura y tuvieron que preparar otro salón en dos días.

## Robo de la Medalla Fields
Al matemático Caucher Birkar le robaron la medalla Fields minutos después de que le fuera entregada.